# Monument de Garibaldi à Taganrog

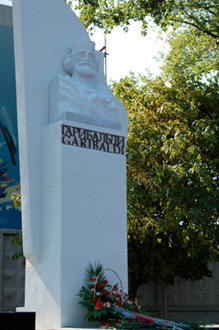
Vue du monument en 2007

Le monument en l'honneur de Garibaldi qui se trouve à Taganrog, ville portuaire du sud de la Russie, a été érigé le 2 juin 1961 et a été remanié en 2007.

## Historique
Taganrog est un port important de la Russie de la première moitié du XIXe siècle, accueillant des navires de toute l'Europe. Giuseppe Garibaldi devient capitaine de la marine marchande en 1832. Sa goélette, Clorinda, mouille à plusieurs reprises au port de Taganrog. Il existe même des archives selon lesquelles il a dû payer ici des contraventions pour contrebande de cigares. En avril 1833, son navire est à quai pendant une dizaine de jours pour un chargement d'oranges. Pendant son séjour, le jeune Italien rend visite à ses compatriotes qui demeurent à Taganrog et fréquente les estaminets du port. C'est au cours d'une de ces soirées qu'il rencontre un jeune immigrant politique livournais du nom de Giovanni Batista Cuneo qui fait partie du mouvement secret Giovine Italia. Il relate cette rencontre dans ses souvenirs et comment lui-même est entré ainsi dans ce mouvement prêtant serment pour la libération de son pays des forces autrichiennes.
C'est en 1961 que la municipalité de Taganrog décide de rendre hommage au révolutionnaire italien venu plusieurs fois à Taganrog. Une rue est baptisée de son nom (Oulitsa Garibaldi) et un obélisque est érigé près du port. Il est composé d'une stèle de 5 mètres de hauteur avec un profil de drapeau. À l'arrière du monument, on peut lire: « En 1833, Giuseppe Garibaldi a fait le serment de vouer sa vie à la libération et à l'unité de son pays, l'Italie. C'est sous le commandement du héros national Giuseppe Garibaldi que le pays a été libéré et unifié; » tandis qu'à l'avant ces mots: « En la personne de Garibaldi, l'Italie a donné naissance à un héros à l'antique, capable de provoquer des miracles et qui en a réellement produit (Engels). »
Le monument est inauguré le 2 juin 1961 pour le centenaire de l'unité italienne d'après un projet de l'artiste local Youri Yakovenko, tandis qu'un buste en bas-relief de Garibaldi est dévoilé, œuvre de Nikolaï Baranov. Il le représente sur un fond de palmes de la victoire. En 1986, ce bas-relief est remplacé, pour des raisons techniques, par un autre, œuvre du sculpteur David Begalov. Une photographie de ce monument est exposée en juin 2007 à l'exposition consacrée au héros italien au Meucci Museum de New York.
Le 12 septembre 2007, à l'occasion des fêtes de la ville, le monument rénové est à nouveau dévoilé. Sa descendante Anita Garibaldi-Jaulet et des représentants de l'ambassade d'Italie à Moscou assistent à l'événement. La citation d'Engels disparaît, tandis que la mention à l'arrière demeure inchangée.
C'est l'unique monument dédié à Garibaldi à se trouver sur le territoire de l'ancienne URSS.

## Illustrations

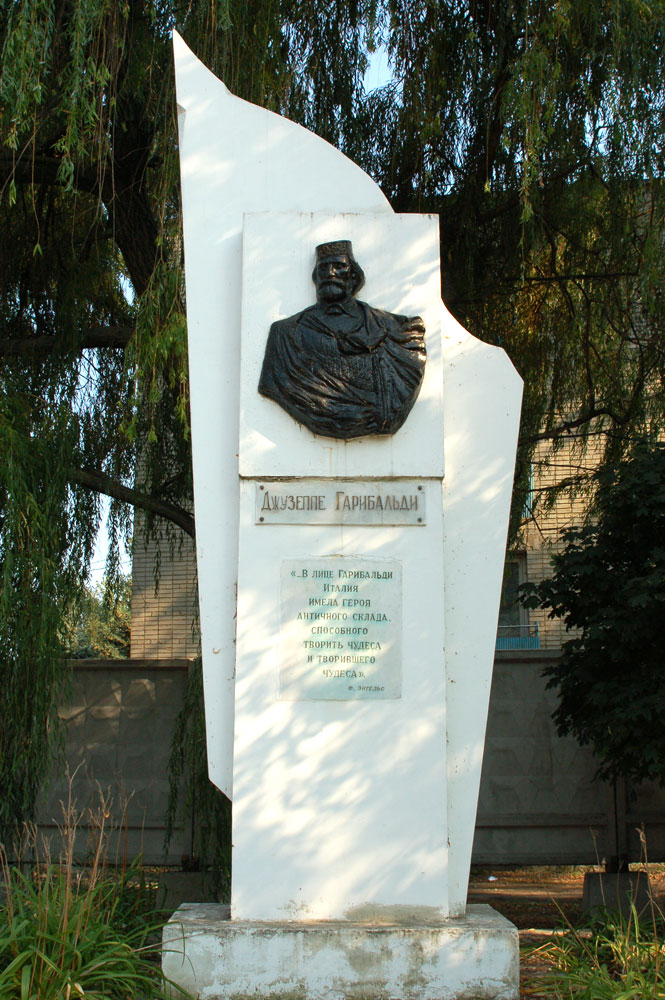
Vue du monument dédié à Giuseppe Garibaldi à Taganrog en 2006.
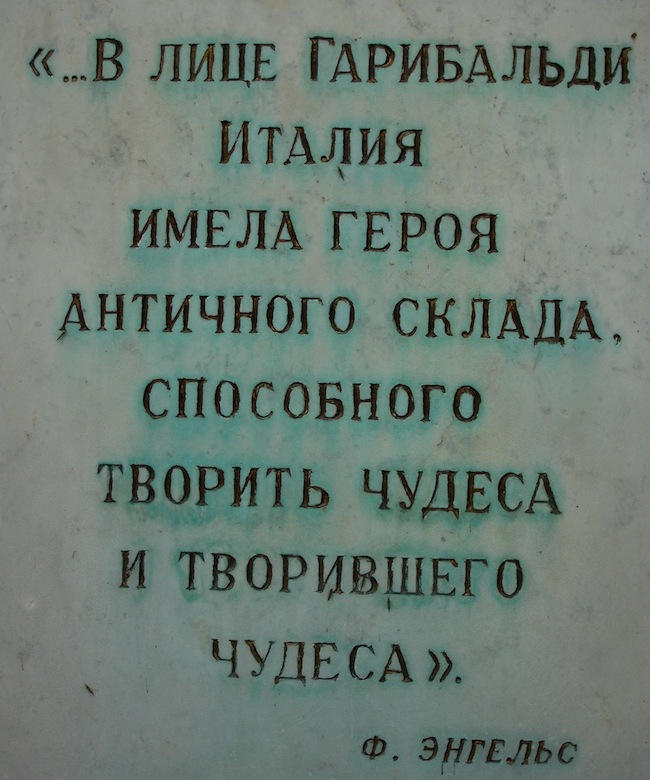
Ancienne plaque avant du monument en 2007, avec citation d'Engels.
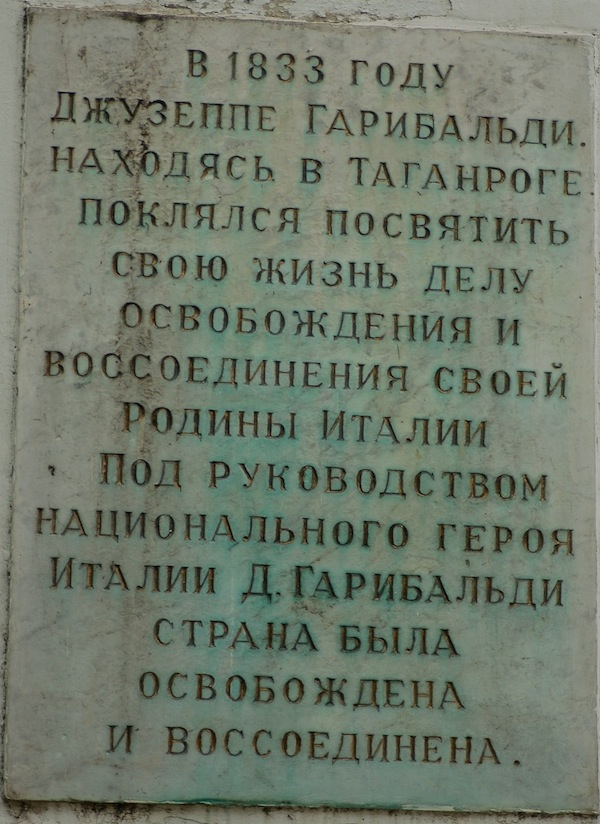
Détail de la plaque mémorielle arrière en 2007.